# Bossay-sur-Claise
Bossay-sur-Claise település Franciaországban, Indre-et-Loire megyében. Lakosainak száma 729 fő (2022. január 1.). Bossay-sur-Claise Charnizay, Azay-le-Ferron, Lureuil, Martizay, Obterre, Tournon-Saint-Martin, Preuilly-sur-Claise, Tournon-Saint-Pierre és Yzeures-sur-Creuse községekkel határos.

## Népesség
A település népességének változása:
| Lakosok száma | 1192 | 915  | 867  | 818  | 781  | 769  | 758  | 744  | 733  | 729  |
|               | 1968 | 1982 | 1990 | 2006 | 2013 | 2015 | 2017 | 2019 | 2020 | 2022 |